# Добронравова Світлана Альбертівна
Світла́на Альбе́ртівна Добронра́вова (нар. 25 березня 1954 року, Таганрог, РРФСР) — українська співачка російського походження (сопрано), народна артистка України. Викладач Київського національного університету культури і мистецтв, кавалер Ордена святого Станіслава

## Біографія
В 1982 закінчила Ростовський музично-педагогічний інститут. В 1982–1989 працювала у Львівському оперному театрі. З 1989 року — вокалістка Національної опери України. Учасник європейських музичних оперних фестивалів у Страсбурзі (1983), «Інтермузика-95» у Мадриді та Барселоні. Від 2002 — викладачка КНУКіМ, 2005-06 — НМАУ.
Партії: Одарка («Запорожець за Дунаєм» С. Гула- ка-Артемовського), Мирослава («Золотий обруч» Б. Лятошинського), Ярославна («Князь Ігор» О. Бородіна), Катерина («Катерина Ізмайлова» Д. Шостаковича), Абіґаїла, Єлизавета, Леонора («Набукко», «Дон Карлос», «Трубадур» Дж. Верді), Тоска, Чіо-Чіо сан, Ліу (однойм. опери, «Турандот» Дж. Пуччіні),- Джоконда (однойм. опера А. Понкієллі).